# Arnaldo Calveyra
Arnaldo Calveyra (* 23. Februar 1929 in Gobernador Mansilla, Provinz Entre Ríos; † 15. Januar 2015 in Paris, Frankreich) war ein argentinischer Dramatiker und Schriftsteller.

## Leben
Mit 14 Jahren kam Calveyra 1943 auf eine weiterführende Schule nach Concepción del Uruguay und sieben Jahre später ging er zum Studieren an die Universität von La Plata. 1959 beendete er sein Studium erfolgreich und hatte im selben Jahr auch sein erfolgreiches Debüt als Schriftsteller. Im darauffolgenden Jahr konnte er, ausgestattet mit einem großzügigen Stipendium, nach Frankreich reisen.
1961 ließ er sich in Paris nieder, wo er bis zu seinem Tod lebte. Er schloss Bekanntschaft mit seinen Landsleuten Julio Cortázar und Alejandra Pizarnik und durch diese auch bald mit französischen Kollegen wie Laure Bataillon, Gaëtan Picon und Claude Roy. Einige Zeit arbeitete er dort auch mit Peter Brook zusammen.
1968 heiratete er Monique Tur und bekam mit ihr zwei Kinder.
Als sich mit der Wahl Raúl Alfonsíns die politische Lage in Argentinien stabilisierte, kam es auch im kulturellen Bereich zu einem Aufschwung. Auf Empfehlung des Journalisten Juan Gelman wurde der Verleger José Luis Mangieri auf Calveyra aufmerksam und schaffte ihm durch Neuauflagen seiner Bücher ein dankbares Publikum in der Heimat.

## Ehrungen
- 1986 Ritter des Ordre des Arts et des Lettres
- 1992 Offizier des Ordre des Arts et des Lettres
- 1999 Komtur des Ordre des Arts et des Lettres
- 2000 Fellowship der John-Simon-Guggenheim-Gedächtnis-Stiftung

## Werke (Auswahl)
Erzählungen
- Una flor para Selma. In: Matías Serra Bradford (Hrsg.): Buenos Aires. La ciudad como un plano. La Bestia Equilátera, Buenos Aires 2010, ISBN 978-987-1739-07-3, S. 13–21.

Lyrik
- Caratas para que la alegría. Buenos Aires 1959.
- Iguana, Iguana. Actes Sud, Arles 1985.
- Los bares - Les bars. Les yeux Ouverts, Ginebra 1988 (mit einer Einführung von Antonio Seguí).

Romane
- La cama de Aurelia. Editorial Plaza y Janés, Barcelona, 1990.
- El origen de la luz. Editorial Sudamericana, Buenos Aires 2004.

Theaterstücke
- El disputado está triste. Leonardo, Buenos Aires 1959.
- Moctezuma. Gallimard, Paris 1969.
- Latin American Trip (Cahiers Rend. 75). Gallimard, Paris 1971.
- L'éclipse de la balle. Actes-Sud, Paris 1988 (ins Französische übersetzt von Florence Delay).

Sachbücher
- Si la Argentina fuera una novela. Editorial Simurg, Buenos Aires 2000.
- El caballo blanco de Mozart. La Bestia Equilátera, Buenos Aires 2010.

Essays
- Parmi les villes de Paris. In: Guy Goffette (Hrsg.): Paris par écrit. 20 écrivains parlent de leur arrondissement. Edition L’inventaire, Paris 2002, ISBN 2-910490-44-0, S. 31–37.
- Florida. In: Jeanin Baude (Hrsg.): Le goût de Buenos Aires. Le Mercure de France, Paris 2009, ISBN 978-2-7152-2779-8.